# Erik Ekelöf

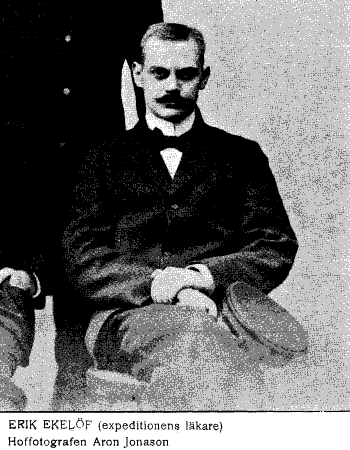
Erik Ekelöf under Antarktisexpeditionen

Erik Ekelöf, född 12 september 1875 i Stockholm, död 28 januari 1936 i Strängnäs, var en svensk läkare och upptäcktsresande. Ekelöf deltog i den Första svenska Antarktisexpeditionen åren 1901-1903.

## Biografi
Erik Ekelöf kom från en sjöofficersfamilj där fadern, Adolf Ekelöf, var kommendörkapten. Senare valde Ekelöf att studera medicin och 1898 tog han läkarexamen vid Uppsala universitet.
Han värvades sedan av Otto Nordenskjöld att delta som läkare och bakteriolog på dennes planerade Antarktisexpedition. Efter ankomsten till Antarktis var Ekelöf till en början genom sina uppgifter bunden till stationslägret och först i november fick han tillfälle att se sig om på Sydlandet. Tillsammans med Gösta Bodman och slädföraren Ole Jonassen gjorde de vad som Bodman senare i tidningen "Juldagar" kallade "En Picnic i Antarctis": "Vår första dag afslutades med chateaubriand på kejsarpingvin jämte en kopp kaffe. Efter kvällsvarden in i våra sovsäckar med rockarne ihoprullade till huvudkuddar. Så togos piporna fram till en liten aftonrök och kommo vi öfverens om att icke allt för länge ligga och gona oss morgonen därpå." 
Eftervart att situationen för expeditionen försämrades blev även stämningen lidande och man försökte att hålla modet uppe. Vid ett tillfälle bad Bodman om hjälp att plåstra om sin skadade hand varpå Ekelöf snäste: "Det är väl ingenting, amputera pinnen". När Ekelöf någon dag senare klagade över huvudvärk kontrade Bodman: "Det är väl inget, amputera knoppen"  Efter hemkomsten publicerade Ekelöf flera böcker om Antarktisexpeditionen och dess vetenskapliga fynd.
1907 gifte sig Ekelöf med hustrun Anna. Därefter återvände Ekelöf till läkaryrket och hade till en början tjänst på olika mindre orter däribland Hemse och Ljugarn på Gotland. 1908 verkade Ekelöf som provinsialläkare i Åkersbergs distrikt. 1912 blev Arjeplog ett ordinarie provinsialläkardistrikt och Ekelöf blev den första läkaren på tjänsten. Han stannade i Arjeplog fram till 1915.
Därefter verkade Ekelöf även i Kilafors, Knivsta och Strömstad tills han 1929 började som provinsialläkare i Strängnäs.
I januari 1936 avled Ekelöf i Strängnäs vid en ålder av 61 år.
"Eklöf Point" vid Markham Bay på James Ross Island i Graham Land är uppkallad efter Erik Ekelöf.